# Víctor Andrade
Víctor Elías Andrade Zavala (Guayaquil, 12 agosto 1927 – 27 maggio 2014) è stato un cestista ecuadoriano.

## Carriera
Con l'Ecuador ha disputato i Campionati del mondo del 1950.